# 垂門奈々
垂門 奈々（たれかど なな、2004年7月27日 - ）は、日本の女子ラグビーユニオン選手。

## プロフィール
- 鹿児島県出身[1]。
- ポジションはフランカー(FL)。セブンズの時はスタンドオフ(SO)。
- 身長 167cm、体重 74kg
- 女子日本代表キャップは1。（2025年5月現在）

## 略歴
5歳からラグビーを始めた。
2023年、鹿児島情報高校卒業後、日本経済大学に入る。なお鹿児島情報高校時代、U18花園女子15人制に出場した。
2025年4月27日に行われたアメリカ遠征女子アメリカ合衆国代表戦にて途中出場で女子日本代表初キャップを獲得して代表デビュー戦でトライをあげて史上初のアメリカ戦勝利に貢献。